# Polisportiva Cingoli
La Polisportiva Cingoli è una società sportiva dilettantistica, con sede a Cingoli. Possiede due sezioni: la sezione dedicata alla pallamano (con squadre maschili e femminili) e la sezione dedicata alla pallavolo (con sole squadre femminili).
Nella pallamano, la squadra maschile milita in Serie A, mentre la formazione femminile è ora inattiva dopo aver disputato quattro campionati di Serie A1 ed aver raggiunto una finale di Coppa Italia.
Disputa le gare interne al Palasport "Luigino Quaresima" (PalaQuaresima).

## Storia
La Polisportiva Cingoli viene fondata nel 1980 da un gruppo di insegnanti cingolani, tra cui gli indimenticati Luigino Quaresima (a cui negli anni 2010 è stato dedicato il palazzetto comunale) e Quinto Olivieri. Lo scopo della società era quello di educare i giovani alla sana competizione sportiva.
Nel 1982 la società viene affiliata alla FIGH e alla FIVAP.
Nel 1984 il sodalizio inizia ad organizzare il torneo estivo internazionale di pallamano “Balcone delle Marche”, kermesse di risonanza nazionale per la città di Cingoli, con le migliori società del panorama pallamanistico internazionale. Nel 1995 parteciparono ben 61 squadre ed oltre 1000 atleti. L’ultima edizione risale al 2004, quando il torneo non è stato più organizzato per problemi logistici.
L’attuale presidente è Gastone Corti. Mirco Mazzieri è il segretario storico della società, ricoprendo incarichi societari dal 1992 ad oggi.

### Sezione femminile
La squadra femminile di pallamano vede le sue fortune nei primi anni ’90. La squadra, allenata dall’attuale direttore tecnico delle nazionali italiane Riccardo Trillini, ha vinto 3 campionati in 4 anni, passando dalla Serie B 1991-1992 alla Serie A1 1994-1995. Il team rimane nella massima serie fino al 1997, raggiungendo l’apice con la finale di Coppa Italia disputata nel 1994-1995 e persa contro la Jomsa Rimini. La finale qualifica comunque le cingolane alla Coppa delle Coppe, dove vengono eliminate dal Cakovek (Olanda). In questo periodo arrivano anche due scudetti giovanili, con le Allieve nel 1992-1993 e con le Juniores nel 1993-1994. Tra le tante giocatrici fornite alla Nazionale italiana, spicca il nome di Giorgia Gianlorenzi, con circa 70 presenze con la maglia azzurra. La squadra non è riuscita poi a tornare stabilmente ai massimi livelli fino alla stagione 2013-2014, anche se è stata la rampa di lancio per Rafika Ettaqi (ora al Borussia Dortmund), Nicoletta Marchegiani (Dossobuono), Cristina Lenardon e Sofia Cipolloni (attualmente in rosa), pallamaniste che hanno calcato palcoscenici importanti anche con la maglia della Nazionale italiana. Nella stagione 2016-17, Cingoli ha sfiorato il ritorno in Serie A1, perdendo le Final6 a Chieti dopo la vittoria del proprio girone.
La squadra femminile ha ottenuto la promozione in Serie A1 nella stagione 2017-2018, piazzandosi al secondo posto dietro il Bolzano nelle Final8 di Teramo. Tuttavia, per problemi finanziari e di organico, la squadra non è stata iscritta alla Serie A1 2018-2019, restando in A2.
Nel 2019-2020, Cingoli guida saldamente il girone C di Serie A2 quando l’emergenza Covid-19 determina la fine anticipata dei campionati e il Consiglio Federale decreta la promozione d’ufficio delle ragazze di Analla alla Serie A1 2020-2021. Dopo un campionato di Serie A Beretta fortemente influenzato dal Coronavirus, le cingolane chiudono all’ultimo posto e retrocedono in A2. Nella stagione 2021-22, 7 giocatrici cingolane passano in prestito al Chiaravalle e la squadra senior non viene iscritta a nessun campionato per la prima volta dopo 33 anni di attività ininterrotta.

### Sezione maschile
La squadra maschile di pallamano è salita alla ribalta negli anni 2010. Prima di questo decennio, l’unica gioia era arrivata con lo Scudetto Under 16 del 1999/2000. Nel 2007/2008, la squadra Under 18 si è laureata vicecampione d’Italia, sfiorando il quarto scudetto di sempre per la Polisportiva. Dopo essere stato per anni in bilico tra Serie C, Serie B e Serie A2, il team allenato da Nando Nocelli ottiene la prima storica promozione in Serie A1, vincendo il proprio girone di A2 2011-2012 con 15 vittorie su 15 partite. Cingoli rimane solo una stagione nella massima serie, arrivando ultima nel girone B con una sola vittoria, quella contro la Farmigea in casa per 30-28, primo successo storico in Serie A. Per le due stagioni successive, si piazza al secondo posto del girone D. Nell’estate del 2015, a seguito della riforma dei campionati, Cingoli viene ripescata in Serie A girone B per la stagione 2015-2016, finendo il campionato al quinto posto, dopo aver ottenuto la salvezza tramite play-out. Nella stagione successiva, vengono tesserati i primi due stranieri della storia cingolana nella massima serie, Federico Rubbo Rodriguez e Luka Matijaševič, e la squadra si piazza al quinto posto, ad un passo dalla quarta piazza che avrebbe significato play-off. Viene vinto il primo storico derby in Serie A contro la Dorica Ancona al PalaQuaresima di Cingoli (30-22). Nella stagione in corso, la Polisportiva, forte dell’acquisto del teramano Stefano Arcieri, del ritorno dal Carpi dell’enfant prodige Lorenzo Nocelli, figlio del mister Nando e dell’ex azzurra Giorgia Gianlorenzi, e dal ritorno a Cingoli di Davide Campana, storico capitano cingolano della Dorica Ancona, vince 7 partite su 9 in casa e si piazza al secondo posto, dietro al Bologna capolista e a pari merito con Oriago-Padova e Metelli Cologne. La classifica avulsa, con una migliore differenza reti nei confronti delle due avversarie negli scontri diretti, regala a Cingoli la prima storica partecipazione ai Playoff Scudetto e alle Final Eight di Coppa Italia 2017-2018. Inoltre, la squadra si assicura la permanenza in Serie A per la stagione 2018-2019. Nello staff tecnico è presente anche Giuliano Danti, fisioterapista, ex-portiere della Nazionale italiana.
La stagione 2018-2019 vede Cingoli retrocessa in Serie A2, per via del penultimo posto ottenuto in stagione.
In Serie A2 2019-2020 la Santarelli Cingoli, al primo posto della classifica del girone B, è promossa d’ufficio a 7 giornate dalla fine del campionato, per la decisione del Consiglio Federale per via dell’emergenza Coronavirus.
Per la stagione 2020-2021 la società sostituisce lo storico allenatore cingolano Nando Nocelli, affidando la squadra al più giovane e promettente Sergio Palazzi. Il girone d'andata è caratterizzato da grandi prestazioni (come i pareggi interni contro Meran e Brixen e la vittoria contro Pressano) che però poche volte portano a punti (saranno ben cinque le partite perse con massimo due reti di scarto); nel girone di ritorno la Santarelli raccoglie più punti di quanto fatto nella precedente parte di campionato e arriva all'ultima giornata di campionato a giocarsi la sfida salvezza contro Eppan. All'andata gli altoatesini vinsero per 25-23 e quindi per Cingoli una vittoria con due reti di scarto sarebbe stata sufficiente per guadagnarsi la tanto agognata salvezza; in vantaggio di cinque reti a tre minuti dal termine (29-24), la squadra biancorossa incredibilmente si è fatta raggiungere sul -1 a ventisei secondi dal termine (29-28); il time-out chiamato da Palazzi portava in dote un tiro di rigore che veniva affidato ad Antić, il quale aveva la possibilità di segnare e far centrare l'obiettivo marchigiano. Tuttavia, il tiro del terzino croato si stampava sul palo e nel modo più incredibile decretava la retrocessione della Santarelli Cingoli.
Nella stagione 2021-2022 la squadra compie un percorso netto nel girone di Serie A2 Maschile, vincendo 24 gare sulle 26 del girone B, trascinata dalle oltre 200 reti del nuovo arrivo Piero D'Benedetto. Alle Final Six promozione, dopo la vittoria contro il Malo, la sconfitta contro il Lanzara ha condannato la Santarelli Cingoli a un altro anno in seconda divisione, venendo eliminata al primo turno per via di una differenza reti peggiore rispetto alle avversarie del girone.
Nella stagione 2022-2023, invece, assume la denominazione Macagi Cingoli. Le strade tra l’allenatore Sergio Palazzi e la società si dividono e al suo posto arriva il tecnico spagnolo Alfredo Rodriguez Alvarez. La squadra si conferma nel girone B di Serie A2, vincendo le prime 13 partite stagionali. A dicembre 2022, però, la società e l’allenatore decidono di separarsi: al suo posto viene richiamato Sergio Palazzi, ad appena sei mesi dalla precedente esperienza in panchina.
La Macagi Cingoli non risente del cambio di allenatore e vince le restanti 13 gare, qualificandosi con ampio anticipo per le Final Eight di Chieti dal 3 al 7 maggio 2023. Nei playoff per la Serie A Gold, i cingolani vincono contro Camerano, Haenna e San Lazzaro, qualificandosi per la semifinale decisiva per la promozione in massima serie. Il 6 maggio 2023 la Macagi Cingoli batte Trieste 25-20 e torna in Serie A Gold dopo due stagioni di assenza, con un ruolino di marcia di 30 vittorie in 30 partite. Il giorno seguente, la squadra di Palazzi perde la Finale di Coppa Italia di Serie A2 contro l’Eppan per 31-30 dopo i tiri di rigore, dopo il 28-28 dei tempi regolamentari: è l’unico pareggio stagionale della Macagi.

## Cronistoria

### Squadra maschile
| Cronistoria Polisportiva Cingoli - Pallamano maschile |
| --- |
| - 1980 - Fondazione della Polisportiva Cingoli - 1997-1998 – 18ª in Serie B retrocessa in Serie C - 1998-1999 – 2ª in Serie C Marche - 1999-2000 – 1ª in Serie C - vince i playoff promossa in Serie B - 2000-2001 – 6ª in Serie B girone D - 2001-2002 – 5ª in Serie B girone D - 2002-2003 – 4ª in Serie B girone D - 2003-2004 – 2ª in Serie B girone D - 2004-2005 – 2ª in Serie B girone F - 2005-2006 – 7ª in Serie B girone E - 2006-2007 – 9ª in Serie A2 girone B - 2007-2008 – 6ª in Serie A2 girone B - 2008-2009 – 7ª in Serie A2 girone B - 2009-2010 – 11ª in Serie A2 girone B ripescata in Serie A2 - 2010-2011 – 2ª in Serie A2 girone B - 2011-2012 – 1ª in Serie A2 girone D promossa in Serie A - 2012-2013 – 10ª in Serie A girone B retrocessa in Serie A2 - 2013-2014 – 2ª in Serie A2 girone D - 2014-2015 – 2ª in Serie A2 girone D ripescata in Serie A - 2015-2016 – 6ª in Serie A girone B - 2016-2017 – 5ª in Serie A girone B - 2017-2018 – 2ª in Serie A girone B; 6^ ai playoff scudetto 8^ in Coppa Italia - 2018-2019 - 13ª in Serie A retrocessa in Serie A2 - 2019-2020 - 1ª in Serie A2 girone B promossa in Serie A - 2020-2021 - 13ª in Serie A retrocessa in Serie A2 - 2021-2022 - 1ª in Serie A2 girone B - eliminata al preliminary round delle Final Six Promozione - 2022-2023 - 1ª in Serie A2 girone B - vince la semifinale delle Final Eight contro Trieste promossa in Serie A Gold - Finale di Coppa Italia Serie A2 - 2023-2024 - 10ª in Serie A Gold - vince la finale playout contro Trieste - 2024-2025 - 9ª in Serie A Gold |

### Squadra femminile
| Cronistoria Polisportiva Cingoli - Pallamano femminile |
| --- |
| - 1980 - Nasce la Polisportiva Cingoli - 1988-1989 - 1ª in Serie C - 1989-1990 - 1ª in Serie C - 1990-1991 - 1ª in Serie C promossa in serie B dopo i play-off promozione - 1991-1992 - 1ª in Serie B promossa in serie A2 dopo i play-off promozione - 1992-1993 - 2ª in Serie A2, partecipa ai play-off promozione - 1993-1994 - 1ª in Serie A2 promossa in serie A1 - 1994 - assume la denominazione Fileni Cingoli - 1994-1995 - 5ª in Serie A1 - 1995-1996 - 4ª in Serie A1 - 1996-1997 - 6ª in Serie A1 primo turno City Cup finale di Coppa Italia - 1997 - Torna alla denominazione Polisportiva Cingoli rinuncia all’iscrizione alla Serie A1 - 1997-1998 - 2ª in Serie B promossa in serie A2 Sedicesimi di finale in Coppa delle Coppe - 1998-1999 – 5ª in Serie A2 girone B - 1999-2000 – 5ª in Serie A2 girone B - 2000-2001 – 1ª in Serie A2 girone B 3ª ai playoff promozione - 2001-2002 – 2ª in Serie A2 girone B - 2002-2003 – 2ª in Serie A2 girone B - 2003-2004 – 1ª in Serie B promossa in serie A2 - 2004-2005 – 4ª in Serie A2 girone B - 2005-2006 – 5ª in Serie A2 girone B - 2006-2007 – 3ª in Serie A2 girone B - 2007-2008 – 3ª in Serie A2 girone B - 2008-2009 – 3ª in Serie A2 girone B - 2009-2010 – 1ª in Serie B promossa in serie A2 - 2010-2011 – 5ª in Serie A2 girone B - 2011-2012 – 4ª in Serie B girone Marche/Abruzzo - 2012-2013 – 2ª in Serie B girone Marche/Abruzzo/Lazio - 2013-2014 – 1ª in Serie B girone Marche/Abruzzo promossa in Seconda Divisione - 2014-2015 – 2ª in Seconda Divisione girone E - 2015-2016 – 2ª in Seconda Divisione girone E perde la finale play-off per l'accesso alle Final Six - 2016-2017 – 1ª in Seconda Divisione girone D 4ª alla Final Six - 2017-2018 - 1ª in Serie A2 girone D, 2ª alla Final8 promossa in Serie A1 rinuncia all'iscrizione - 2018-2019 - 5ª in Serie A2 girone C - 2019-2020 - 1ª in Serie A2 promossa in Serie A1 - 2020-2021 - 13ª in Serie A1 retrocessa in Serie A2 - 2021 - Non si iscrive ad alcun campionato |

## Rosa 2025-2026

### Giocatori
| N° | Naz.                            | Ruolo | Sportivo                | Anno |  |  |
| -- | ------------------------------- | ----- | ----------------------- | ---- |  |  |
| 3  | Tunisia (bandiera)              | A     | Hakim Jaziri            | 2001 |  |  |
| 7  | Italia (bandiera)               | A     | Davide Ciattaglia       | 2003 |  |  |
| 8  | Ucraina (bandiera)              | T     | Navid Naghavialhosseini | 2000 |  |  |
| 10 | Italia (bandiera)               | A     | Filippo Mangoni         | 1998 |  |  |
| 12 | Italia (bandiera)               | P     | Amir Gharbi             | 2004 |  |  |
| 15 | Italia (bandiera)               | A     | Matteo Bordoni          | 2004 |  |  |
| 18 | Italia (bandiera)               | A     | Paolo Latini            | 1999 |  |  |
| 19 | Italia (bandiera)               | PV    | Diego Strappini         | 1992 |  |  |
| 24 | Italia (bandiera)               | A     | Lorenzo Rossetti        | 2004 |  |  |
| 26 | Italia (bandiera)               | PV    | Mirco Compagnucci       | 2005 |  |  |
| 28 | Italia (bandiera)               | T     | Matteo Gigli            | 2004 |  |  |
| 90 | Italia (bandiera)               | P     | Francesco Albanesi      | 2004 |  |  |
| 99 | Tunisia (bandiera)              | T     | Louay Makhlouf          | 1999 |  |  |
|    | Italia (bandiera)               | T     | Lorenzo Nocelli         | 1999 |  |  |
|    | Spagna (bandiera)               | T     | Oier Lezaun             | 2004 |  |  |
|    | Italia (bandiera)               | P     | Alex Martini            | 2006 |  |  |
|    | Italia (bandiera)               | T     | Simone Giambartolomei   | 2006 |  |  |
|    | Italia (bandiera)               | A     | Francesco Rossi         | 2004 |  |  |
|    | Bosnia ed Erzegovina (bandiera) | T     | Sedžad Abdurahmanović   | 1994 |  |  |

### Staff
- Allenatore:  Antonj Laera
- Vice allenatore:  Nando Nocelli
- Preparatore atletico:  Francesco Pirani
- Collaboratore tecnico:  José Analla
- Match analyst:  Nicola Evangelisti
- Massofisioterapista:  Matteo Nuccelli